# El brigadista
El brigadista è un film del 1978 diretto da Octavio Cortázar.